# 슈퍼 마리오브라더스 3
《슈퍼 마리오브라더스 3》는 닌텐도가 제작한 1988년 플랫폼 게임이다. 패밀리 컴퓨터로 제작된 마지막 《슈퍼 마리오》 본편 게임으로 1988년 10월 23일 일본에서 처음 출시됐으며 북미 지역에서는 1990년 2월, 유럽에선 1991년 8월 발매됐다. 개발은 닌텐도 정보개발본부가 담당했으며 미야모토 시게루와 데즈카 다카시가 감독했다.
플레이어는 마리오나 루이지를 조종하며 쿠파의 모략을 저지해 일곱 나라의 왕들과 피치 공주를 구하는 것이 목표이다. 게임플레이는 전작들과 대동소이해 적들을 밟거나 아이템으로 획득한 변신으로 공격할 수 있다. 하늘을 나는 꼬리마리오나 경사면에서 미끄럼타기같은 새 능력이 추가됐다. 그 외 《슈퍼 마리오브라더스 3》에서 악당 쿠파7인조와 레벨을 잇는 월드맵같은 《슈퍼 마리오》 시리즈 고정요소들이 다수 소개됐다.
출시 당시 《슈퍼 마리오브라더스 3》는 탄탄한 게임플레이로 게임언론에서 호평을 받았다. 전세계 판매량은 약 1700만 장으로 패밀리 컴퓨터 사상 3번째로 많이 팔린 게임이다. 1990년에 본작에 기반한 DIC 엔터테인먼트 제작 애니메이션 《디 어드벤처스 오브 슈퍼 마리오 브라더스 3》가 방영됐다.
1993년 슈퍼 패미컴 게임 《슈퍼 마리오 올스타즈》에 리메이크돼 수록됐으며, 2003년에 게임보이 어드밴스 게임 《슈퍼 마리오 어드밴스 4》로서 재발매됐다. 그 외 버추얼 콘솔 디지털 플랫폼을 통해 Wii U 및 3DS에 재발매됐으며 2018년 닌텐도 스위치 온라인에 제공됐다.

## 줄거리
버섯 왕국은 마리오와 루이지의 활약으로 평화를 되찾았으나, 이 버섯 왕국은 버섯 월드의 입구에 불과하며 그 안에는 수수께끼의 나라가 많다.
대마왕 쿠파는 마리오가 있는 버섯 왕국에서 손을 떼는 대신, 이번에 꼬마쿠파 7인조를 동원하여 버섯 월드의 여기저기에 장난을 치도록 지시한다. 꼬마쿠파들은 결국 각국에 옛날 옛적부터 전해져 오는 마법의 지팡이를 빼앗고 왕이나 왕자들을 동물로 바꿔버렸다. 그런데 꼬마쿠파 7인조는 오늘날의 쿠파 7인조로 바뀐다. 마리오와 루이지는 각 나라를 돌면서 꼬마쿠파들로부터 마법의 지팡이를 되찾고, 동물로 바꾼 왕이나 왕자들을 원래의 모습으로 되돌려 놓는다. 마법의 지팡이를 모두 되찾은 순간, 피치가 다시 쿠파에게 납치당하자 마리오는 쿠파를 제압해 피치공주를 구한다.

## 게임 플레이
게임 분위기는 《슈퍼 마리오브라더스》와 비슷한 형태로 다시 돌아왔다. 마찬가지로 뛰고, 달리고, 적을 공격할 수 있다. 하지만 1편에 존재했던 스테이지가 끝날 때 마리오가 들어가는 성과 성에 들어가기 전에 내리는 깃발은 이 게임에는 존재하지 않는다. 그 대신, 플라워, 버섯, 스타 형태의 카드 중에 한 가지를 뽑을 수 있는 룰렛이 나타난다. 이러한 카드 3개를 모으면 보상을 받는데, 3개의 스타를 모으면 5개의 추가 생명을 얻고, 3개의 플라워를 모으면 3개의 추가 생명을 얻고, 3개의 버섯을 모으면 2개의 추가 생명을 얻는다. 모양을 섞어서 모았을 경우에는 추가 생명 하나를 얻을 수 있다.
슈퍼마리오브라더스에서는 마리오가 변신할 수 있는 단계가 일반 슈퍼 마리오, 불꽃을 쏠 수 있는 파이어마리오밖에 없었으나, 이번 게임에서는 꼬리, 해머브러스, 개구리와 너구리마리오로 변신하는 것이 추가되었다. 슈퍼마리오 상태에서 슈퍼나뭇잎을 먹으면 꼬리마리오로 변신하는데, 꼬리마리오는 꼬리를 휘둘러 적을 공격하는 것과 P게이지가 채워지면 게이지 쿨타임이 사라질 때까지 계속해서 날 수 있다. 이외에도 개구리마리오 (수중에서 자유자재로 이동할 수 있고 이동 속도도 높다.), 너구리마리오 (꼬리마리오와 비슷하나 방향키 아래를 누르고 꼬리 휘두르기를 사용하면 3초간 돌부처마리오로 변신한다.), 해머마리오(해머브러스가 던지는 해머를 사용하여 거의 모든 적을 공격할 수 있다.)가 있다.
또한 아이템 보관함 개념이 생겨서, 플레이 중에 얻은 아이템을 보관할 수 있게 되었다. 각각의 세부 스테이지에 진입하기 전에, 이 보관함에서 아이템을 선택하고 사용할 수 있다. 예를 들어, 스타 모양의 무적 아이템을 사용할 경우, 플레이어는 세부 스테이지에 진입한 직후 일정시간 동안 무적 상태가 된다. 게임보이 어드밴스 판에서는 부메랑과 깃털이 추가되어서 아이템 보관함이 40개로 변경되었다.
매 월드를 클리어할 때마다 피치 공주가 마리오에게 특정 아이템을 동봉해서 편지를 보내는데 7번째 월드를 클리어하게 되면 쿠파가 피치 공주를 납치하기 때문에 더 이상 피치 공주로부터 아이템을 받을 수 없다.
적에게 공격을 당했을 경우 패미컴 버전에서는 꼬마마리오가 되지만 개정판인 슈퍼 패미컴 버전에서는 슈퍼 마리오가 되며 한번 더 공격을 당해야 꼬마마리오가 된다.(단, 슈퍼 마리오가 걸리면 꼬마 마리오(꼬마리오)가 되는 것은 동일하다.)
전작과 마찬가지로 적을 계속 밟으면 점수가 늘어나다가 생명이 늘어나는 시스템이 그대로 적용되어있다.

## 스테이지
- START패드 : 각 월드의 시작을 알리는 곳이다. 여기서 A버튼을 누르면 마리오브라더스 미니게임을 할 수 있다. (단, 2인 플레이어로 게임 시에만 가능.)
- 일반 스테이지 : 스테이지 제목이 적혀 있으며 모든 월드에 있다.(단 월드 8은 중반부에 있음)한 스테이지를 한 번 클리어하면 다시 진입할 수 없다. 그런데 한 스테이지에서 죽으면 가장 최근에 깬 스테이지로 돌아가고, 1스테이지에서 실패하면 START패드에서 다시 시작한다. 일반 스테이지 마지막에는 룰렛 패널이 존재하며 이 룰렛 패널을 터치하는 것으로 스테이지를 클리어한다. 룰렛 패널은 버섯, 플라워, 스타가 있는데 아무것도 못 맞추고 3개의 스테이지를 클리어한 경우 1개의 추가 생명을, 버섯을 정확히 맞춘 경우 2개의 추가 생명을, 플라워를 정확히 맞춘 경우 3개의 추가 생명을, 스타를 정확히 맞춘 경우 5개의 추가 생명을 얻을 수 있다.
- 해머브러스, 부메랑브러스, 파이어브러스, 메가브러스 : 월드 중간에 나오며 공격하면 아이템을 얻을 수 있다. 해머브러스는 망치, 부메랑브러스는 부메랑을 던지고 파이어브러스는 파이어볼을 뿜고, 메가브러스는 망치를 던지면서 가끔 점프해 마리오를 경직시킨다. 파이어브러스는 월드 2 비밀 구역과 핸드 트랩에, 메가브러스는 월드 4와 핸드 트랩에만 있다. 클리어하지 못하면 해머브러스가 이동한다. 메가브러스는 다른 일족들과는 비교가 안 되게 덩치가 크다.
- 블랙뻐끔 : 월드 7에만 있다. 뻐끔플라워들이 아주 많은 스테이지를 통과해야 된다. 끝에는 보물 상자와 특정한 아이템이 있다. 해머브러스와는 달리 클리어하지 못해도 이동하지 않고 그 자리에 계속 고정되어 있는다.
- 요새 : 요새는 부웅부웅이 있는 곳이다. 위험한 장치들이 있으며, 마지막에 나오는 부웅부웅을 쓰러뜨리면 매직 볼이 나오는데 이를 얻어 클리어하면 요새가 무너지고 길에 설치된 자물통이 사라지거나 다리 하나가 새로 생긴다. 부웅부웅을 만나지 않고 다른 루트로 가면 특정 아이템을 얻기도 하는데 스테이지 1의 경우 피리를 습득할 수 있다.
- 성 : 성에는 동물로 변한 왕들이 있으며, 비행선이 떠 있는 곳이다. 이곳에서 실수를 하면 다른 위치로 비행선이 이동한다. 위험한 장치들이 있으며 끝에 토관에 들어가서 꼬마 쿠파를 쓰러뜨리면 마법의 지팡이를 되찾아 왕을 본래 모습으로 되돌릴 수 있다. 클리어 후에는 피치 공주의 편지가 나오면서 다음 월드로 이동한다. 월드 7의 성(비행선)을 클리어 시에는 대신 위협적인 배경음과 함께 배경이 깜빡거리면서 쿠파가 피치 공주를 납치했다는 편지만 나온다.
- 핸드 트랩 : 월드 8 초반부에 나오며 검은 네모로 되어 있다. 1, 3, 5구역만 들어갈 수 있으며 일정 확률로 손이 플레이어를 잡아가서 끝에 있는 보물을 열어 아이템을 얻어야 한다.
- 탱크 : 월드 8에 있는 기구이다. 낙사구간이 없는 대신 위험한 장치들이 많으며 끝에 토관에 들어가면 보스가 있다. 첫 번째 탱크 끝에는 부메랑브러스가 있으며 이를 공격하면 아이템으로 별이 나온다. 두 번째 탱크 끝에는 요새와 마찬가지로 부웅부웅이 있다.
- 해적선 : 월드 8에 나오는 맵이다. 각 월드 성에 있는 비행선과 비슷하지만 난이도가 높다. 낙사구간 대신 물이 있고 위험한 장치들이 많이 있으며 끝에 토관에 들어가서 부웅부웅을 공격하면 된다.
- 쿠파의 성 : 월드 8의 마지막에 등장한다. 용암과 상당히 위험한 장치들이 있으며 마지막에는 쿠파가 등장하고 쿠파 밑에 있는 벽돌을 부수게 하여 함정으로 빠뜨리게 하거나 파이어볼 35대 또는 해머 5대를 쿠파에게 맞혀 쓰러뜨려야 한다. 이 곳을 클리어하면 피치 공주를 구할 수 있다.
- 스페이드 패널 : 그림을 맞추는 미니게임으로 버섯을 정확히 맞춘 경우 2개의 추가 생명을, 플라워를 정확히 맞춘 경우 3개의 추가 생명을, 스타를 정확히 맞춘 경우 5개의 추가 생명을 얻을 수 있다. 이식판 및 리메이크 버전에서는 나뭇잎을 정확히 맞춘 경우 7개의 추가 생명을, 3이라는 숫자를 정확히 맞춘 경우 10개의 추가 생명을 얻을 수 있다. 단, 그림이 다르게 되면 실패가 된다.
- N 스페이드 패널 : 점수 8만 점을 얻을 때마다 생성되며 아이템을 얻을 수 있는 미니게임으로 총 2번의 기회가 주어진다. 버섯, 플라워, 스타 등의 그림을 각각 2개씩 정확히 맞혀야 아이템을 얻을 수 있다. 코인 10, 코인 20, 1개의 추가 생명 등의 경우는 제외된다.
- 붉은 키노피오의 집 : 3개의 박스 중에 1개의 박스를 선택하여 아이템을 얻는다.
- 코인 배 : 스테이지를 특정한 조건으로 클리어하면 해머브러스가 변하여 생성된다. 다른 비행선과 달리 위험한 장치 없이 코인만 아주 많이 있으며 끝에는 부메랑브라더스 두 마리와 싸운다. 부메랑브라더스를 이기면 아이템이 나온다.
- 비밀 키노피오의 집 : 특정한 스테이지를 특정한 조건으로 클리어하면 생성되며 1월드 중 3 스테이지에서는 피리, 1,3,5,7월드에선 P날개, 2,4,6월드에선 닻을 얻을 수 있다. 박스는 1개만 나온다.

## 아이템
- 슈퍼버섯 - 이 아이템을 사용하면 키가 커지고 점프하여 벽돌을 격파할 수 있다.
- 1UP버섯 - 목숨을 하나 늘려준다.
- 파이어플라워 - 이 아이템을 사용하면 파이어볼을 사용하여 적을 공격할 수 있다. 단, 일부 적들은 제외된다.
- 슈퍼나뭇잎 - 이 아이템을 사용하면 꼬리 마리오가 되어 전력질주 후 일정시간 비행할 수 있으며 꼬리를 사용해 적을 공격하거나 벽돌을 격파할 수 있다. 또 떨어질 때 A 버튼을 연속해서 누르면 떨어지는 속도가 느려진다.
- 슈퍼스타 - 이 아이템을 사용하면 일정시간 동안 무적이 된다. 그러나 여타의 시리즈와는 다르게 효과시간은 고작 8초 정도로 매우 짧다.
- 피리 - 게임 전체에 3개가 숨어 있다. 이 아이템을 사용하면 월드 워프 스테이지로 이동한다. 2번 이상 연속으로 사용하거나 월드 7에서 사용하면 마지막 스테이지인 쿠파의 성으로 이동한다. 이 때 나오는 효과음은 동사에서 개발한 게임 중 하나인 젤다의 전설의 BGM 중 일부이다.
- P날개 - 이 아이템을 사용하면 하나의 스테이지가 끝날 때까지 하늘을 날 수 있다. 마리오를 자동으로 꼬리 마리오로 변신시켜 준다. 이 상태에서 나뭇잎, 너구리 슈트,슈퍼버섯을 제외한 다른 아이템을 먹거나 데미지를 입으면 P날개 효과가 없어진다.
- 뮤직박스 - 이 아이템을 사용하면 해머브러스와 블랙뻐끔이 잠들게 된다. 이 때 나오는 효과음은 슈퍼 마리오브라더스의 지상 BGM 중 일부이다.
- 해머 - 월드 맵에 있는 바위를 깰 수 있다. 바위를 깨면 숨겨진 장소로 이동할 수 있다.
- 닻 - 이 아이템을 사용하면 비행선이 이동하는 것을 막을 수 있다.
- 구름 - 이 아이템을 사용하면 강제 이동 스테이지를 제외하고 하나의 스테이지를 건너갈 수 있다. 단 건너뛴 스테이지 다음 스테이지에서 실패하면 건너뛴 스테이지 바로 전 스테이지로 돌아간다.
- 개구리슈트 - 수중 전용 아이템으로 이 아이템을 사용하면 개구리로 변신할 수 있으며 수중에서 가라앉지 않고 자유자재로 이동할 수 있으며 빠르게 헤엄칠 수 있다. 지상에선 움직임이 매우 느리고 점프가 높으며 경사지에서 미끄러져 내려가는 것이 불가능하다. 게다가 파이어플라워, 슈퍼나뭇잎, 너구리슈트, 해머슈트 등 여타의 슈트들과는 달리 공격 능력이 없다.
- 너구리슈트 - 이 아이템은 슈퍼나뭇잎의 상위호환으로 이 아이템을 사용하면 너구리로 변신할 수 있다. 너구리 마리오는 꼬리 마리오의 능력과 함께 돌부처로 3초간 변신할 수 있는 능력이 있다. 돌부처 상태에는 데미지를 받지 않으며, 적 위에서 돌부처로 변신하면 적을 깔아서 죽일 수 있다. 단, 돌부처로 변신한 상태에도 용암에 빠지거나 낭떠러지에 떨어지거나 게임시간이 경과되면 죽는다. P날개 상태에서 너구리슈트를 습득하면 P날개 상태가 유지된다.
- 해머슈트 - 이 아이템은 파이어플라워의 상위호환으로 이 아이템을 사용하면 해머브러스와 같은 해머를 던져 거의 모든 적을 1번에 제압할 수 있다. 앉으면 불 공격에 보호를 할 수도 있다. 최종보스인 쿠파는 5~6대를 때려서 쓰러뜨릴 수 있다. 유일한 단점이라면 경사지에서 미끄러져 내려갈 수 없다는 점이다.
- 신발 - 5월드 3스테이지에만 있다. 굼바가 타고 있는 거대한 신발을 뺏으면 마리오가 탈 수 있다. 신발을 신으면 모든 적들을 단순히 밟고 지나갈 수 있으며, 스테이지 클리어 시 자동으로 사라진다. 또 이 상태에서 데미지를 입으면 신발만 잃고 가지고 있는 파워업은 유지된다.

## 월드
- 월드 1 - 초원

가장 기본적인 월드이며 적들은 굼바와 엉금엉금들로 주를 이룬다. 배경은 풀밭이다.
이 월드의 보스는 래리쿠파이다.
- 월드 2 - 사막 언덕

사막이다. 빠지면 빠져나오기 힘든 유사 장애물이 있다.
이 월드의 보스는 모톤쿠파이다.
- 월드 3 - 바닷가 근처 (북미판에서는 물의 나라)

바닷가이다. 물 속 또는 물 위에서 거의 모든 스테이지가 진행되며 물고기 적들이 주를 이룬다. 카누를 타고 다른 작은 섬으로 이동하여 그 섬에 있는 키노피오의 집 및 스페이드 패널을 이용할 수도 있다. 이 월드 후반부에 존재하는 성은 일본 열도를 닮은 섬에 있다.
이 월드의 보스는 웬디쿠파이며 클리어 전까지는 쏘아올린 링이 없어지지 않는다. 웬디쿠파는 쿠파 브라더스 중 유일한 여성이다.
- 월드 4 - 거대한 섬

엉금엉금의 모습을 닮은 섬이다. 적들의 크기가 커지지만 해머브러스를 제외하곤 능력은 똑같다. 거대한 해머브러스는 가끔 점프해 플레이어를 경직시킬 수 있다.
이 월드의 보스는 이기쿠파이다.
- 월드 5 - 하늘

땅과 하늘 두 구역으로 나뉘어 있으며, 탑이 두 구역을 연결해준다.
이 월드의 보스는 로이쿠파이며 점프 후 착지할 때나 밟힌 후 움직일 때 진동을 내어 플레이어를 경직시킬 수 있다.
- 월드 6 - 얼음의 땅

미끄러지기 쉬운 빙판이 주를 이룬다. 월드 7과 함께 해머슈트를 얻을 수 있는 단 둘뿐인 월드이다.
이 월드의 보스는 레미쿠파이며 클리어 전까지는 쏘아올린 공이 없어지지 않는다.
- 월드 7 - 토관 미로

토관들로 주를 이루는 월드. 토관이 아주 많아서 마치 미로처럼 보이며 뻐끔플라워가 주를 이룬다. 월드 6과 함께 해머슈트를 얻을 수 있는 단 둘뿐인 월드이다.
이 월드의 보스는 루드윅쿠파이며 점프 후 착지할 때나 밟힌 후 움직일 때 진동을 내어 플레이어를 경직시킬 수 있다.
- 월드 8 - 쿠파의 성 (북미판에서는 어둠의 나라)

1차 탱크, 군함, 핸드 트랩, 비행기, 일반 스테이지, 요새, 2차 탱크, 쿠파의 성 순서로 이루어지는 이 게임의 마지막 월드이다. 다른 월드와는 달리 처음부터 보스격 적들을 상대해야 하는 살벌한 월드이다.
이 월드의 보스 즉, 최종 보스는 쿠파이다.

## 리메이크 및 이식
- 슈퍼 마리오 컬렉션 (1993년)
  - 슈퍼 마리오 25주년 스페셜 에디션 (2010년)
- 슈퍼 마리오 어드밴스 4: 슈퍼 마리오브라더스 3 (2003년)
- 버추얼 콘솔 (Wii, 3DS, Wii U)
- 슈퍼 마리오 메이커(닌텐도 스위치,2019년)

## 평가
출시 당시 《슈퍼 마리오브라더스 3》는 전폭적인 호평을 받았다.

## 같이 보기
- 마리오 시리즈의 연도별 목록
- 전자 오락의 마법사

## 참조

### 주해
1. ↑  일본어: スーパーマリオブラザーズ３, 영어: Super Mario Bros. 3